# Aalesunds Fotballklubb 2015
Questa voce raccoglie le informazioni riguardanti l'Aalesunds Fotballklubb nelle competizioni ufficiali della stagione 2015.

## Stagione
Al termine del campionato 2014, l'allenatore Jan Jönsson ha annunciato che avrebbe lasciato il suo incarico, per motivi famigliari. Il 1º dicembre 2014, Harald Aabrekk è diventato il nuovo allenatore della squadra. Aabrekk si sarebbe avvalso della collaborazione di Trond Fredriksen, ex calciatore dell'Aalesund: entrambi hanno firmato un contratto biennale, valido a partire dal 1º gennaio 2015. Il 10 marzo 2015, Sakari Mattila viene nominato nuovo capitano del club: Jonatan Tollås Nation si era infatti precedentemente trasferito al Vålerenga.
Il 28 aprile 2015, Aabrekk viene sollevato dall'incarico di allenatore; Fredriksen viene scelto per guidare la squadra al suo posto, ad interim. Il 29 luglio, Mattila ha lasciato la fascia di capitano – dì lì a poco si sarebbe trasferito al Fulham – e Grytebust ne ha raccolto l'eredità. Il 30 ottobre, Fredriksen viene confermato definitivamente come nuovo allenatore, firmando un contratto triennale con il club.
L'Aalesund ha chiuso il campionato al 10º posto finale. L'avventura nel Norgesmesterskapet 2015 è terminata invece al terzo turno della competizione, con l'eliminazione per mano dell'Hødd.

## Rosa
| N. |                      | Ruolo | Calciatore                |
| -- | -------------------- | ----- | ------------------------- |
| 1  | Norvegia (bandiera)  | P     | Andreas Lie               |
| 2  | Nigeria (bandiera)   | D     | Akeem Latifu              |
| 3  | Islanda (bandiera)   | D     | Daníel Leó Grétarsson     |
| 4  | Finlandia (bandiera) | D     | Tero Mäntylä              |
| 5  | Norvegia (bandiera)  | D     | Oddbjørn Lie              |
| 6  | Svezia (bandiera)    | D     | Mikael Dyrestam           |
| 7  | Finlandia (bandiera) | C     | Sakari Mattila            |
| 8  | Norvegia (bandiera)  | C     | Fredrik Carlsen           |
| 9  | Svezia (bandiera)    | A     | Carl Björk                |
| 10 | Norvegia (bandiera)  | C     | Peter Orry Larsen         |
| 11 | Islanda (bandiera)   | C     | Aron Þrándarson           |
| 13 | Norvegia (bandiera)  | P     | Sten Grytebust (capitano) |
| 14 | Nigeria (bandiera)   | A     | Leke James                |
| 15 | Brasile (bandiera)   | C     | Marlinho                  |
| 16 | Norvegia (bandiera)  | C     | Magne Hoseth              |
| 17 | Norvegia (bandiera)  | C     | Henrik Bjørdal            |
| 20 | Norvegia (bandiera)  | C     | Thomas Martinussen        |

| N. |                       | Ruolo | Calciatore           |
| -- | --------------------- | ----- | -------------------- |
| 21 | Norvegia (bandiera)   | C     | Bjørn Helge Riise    |
| 22 | Norvegia (bandiera)   | D     | Jo Nymo Matland      |
| 23 | Norvegia (bandiera)   | D     | Edvard Skagestad     |
| 24 | Norvegia (bandiera)   | P     | Helge Sandvik        |
| 30 | Norvegia (bandiera)   | A     | Mustafa Abdellaoue   |
| 31 | Norvegia (bandiera)   | A     | Sebastian Andreassen |
| 31 | Costa Rica (bandiera) | C     | Michael Barrantes    |
| 32 | Norvegia (bandiera)   | P     | Robert Ekroll        |
| 32 | Norvegia (bandiera)   | P     | Sondre Sødergren     |
| 33 | Norvegia (bandiera)   | C     | Elias Dahlberg       |
| 34 | Norvegia (bandiera)   | D     | Izantullah Ahmadzai  |
| 35 | Norvegia (bandiera)   | D     | Lars Valderhaug      |
| 37 | Norvegia (bandiera)   | D     | Joakim Barstad       |
| 37 | Norvegia (bandiera)   | A     | Torbjørn Grytten     |
| 38 | Norvegia (bandiera)   | C     | Jørgen Hatlehol      |
| 39 | Norvegia (bandiera)   | C     | Vebjørn Hoff         |
| 40 | Norvegia (bandiera)   | C     | Sondre Fet           |

## Calciomercato

### Sessione invernale(dal 01/01 al 31/03)
| Arrivi | Arrivi                | Arrivi         | Arrivi     |
| R.     | Nome                  | da             | Modalità   |
| ------ | --------------------- | -------------- | ---------- |
| D      | Daníel Leó Grétarsson | Grindavík      | definitivo |
| D      | Tero Mäntylä          | Ludogorec      | definitivo |
| D      | Edvard Skagestad      | IFK Norrköping | definitivo |
| C      | Aron Þrándarson       | Víkingur       | definitivo |
| A      | Carl Björk            | Brattvåg       | definitivo |

| Partenze | Partenze              | Partenze  | Partenze   |
| R.       | Nome                  | a         | Modalità   |
| -------- | --------------------- | --------- | ---------- |
| D        | Jonatan Tollås Nation |           | svincolato |
| D        | Daniel Arnefjord      |           | svincolato |
| D        | Hugues Wembangomo     |           | svincolato |
| C        | El Mehdi Karnas       | FAR Rabat | definitivo |
| C        | Demar Phillips        |           | svincolato |
| C        | Fredrik Ulvestad      |           | svincolato |
| A        | Tor Hogne Aarøy       |           | ritiro     |

### Tra le due sessioni
| Arrivi | Arrivi        | Arrivi         | Arrivi   |
| R.     | Nome          | da             | Modalità |
| ------ | ------------- | -------------- | -------- |
| P      | Helge Sandvik | Vard Haugesund | prestito |

| Partenze | Partenze          | Partenze         | Partenze   |
| R.       | Nome              | a                | Modalità   |
| -------- | ----------------- | ---------------- | ---------- |
| C        | Michael Barrantes | Shanghai Shenxin | definitivo |

### Sessione estiva(dal 22/07 al 18/08)
| Arrivi | Arrivi            | Arrivi          | Arrivi     |
| R.     | Nome              | da              | Modalità   |
| ------ | ----------------- | --------------- | ---------- |
| C      | Magne Hoseth      |                 | svincolato |
| C      | Marlinho          | Duque de Caxias | prestito   |
| C      | Bjørn Helge Riise | Lillestrøm      | definitivo |

| Partenze | Partenze         | Partenze       | Partenze      |
| R.       | Nome             | a              | Modalità      |
| -------- | ---------------- | -------------- | ------------- |
| P        | Helge Sandvik    | Vard Haugesund | fine prestito |
| C        | Sakari Mattila   | Fulham         | definitivo    |
| A        | Torbjørn Grytten | Brattvåg       | prestito      |

## Risultati

### Eliteserien

#### Girone di andata
| Arbitro: | Moen (Haugesund) |

|                                              |           |  |
| Helland 1’, 15’ Søderlund 42’, 71’ Malec 85’ | Marcatori |  |

| Arbitro: | Berntsen (Vang) |

|                 |           |              |
| Orry Larsen 89’ | Marcatori | 50’ Knudtzon |

| Arbitro: | Hafsås (Trondheim) |

|                                              |           |               |
| Svendsen 5’, 62’ Kamara 10’, 75’ Høiland 81’ | Marcatori | 43’ Barrantes |

| Arbitro: | Lundby (Bøverbru) |

|  |           |                               |
|  | Marcatori | 29’ Ingebrigtsen 87’ Ondrášek |

| Arbitro: | Hansen (Feda) |

|                |           |                       |
| Gunnarsson 43’ | Marcatori | 76’ James 81’ Mattila |

| Arbitro: | Hagen (Grue) |

|                          |           |  |
| James 22’ Abdellaoue 63’ | Marcatori |  |

| Arbitro: | Berntsen (Vang) |

|            |           |                                                 |
| Fevang 53’ | Marcatori | 72’ Abdellaoue 89’ Barrantes 90’ (rig.) Mattila |

| Arbitro: | Kjensli (Oslo) |

|                           |           |                                   |
| James 56’ Orry Larsen 86’ | Marcatori | 30’ (aut.) Grytebust 90’ Kalludra |

| Arbitro: | Johnsen (Tønsberg) |

|                           |           |            |
| Fossum 33’, 74’ Sørum 37’ | Marcatori | 59’ Latifu |

| Arbitro: | Døvle (Larvik) |

|  |           |                                               |
|  | Marcatori | 44’ Abdullahi 70’, 72’ Berisha 84’ Böðvarsson |

| Arbitro: | Døvle (Larvik) |

|            |           |           |
| Occéan 19’ | Marcatori | 78’ Björk |

| Arbitro: | Rafiq (Oslo) |

|                               |           |              |
| Orry Larsen 40’ Barrantes 45’ | Marcatori | 68’ Diédhiou |

| Arbitro: | Skjerven (Kaupanger) |

|               |           |              |
| Abdellaoue 6’ | Marcatori | 45’ Grossman |

| Arbitro: | Gya (Egersund) |

|                                              |           |                |
| Vilhjálmsson 2’ Børufsen 21’ Ajer 85’ (rig.) | Marcatori | 22’ Þrándarson |

| Arbitro: | Johnsen (Tønsberg) |

|                                         |           |                              |
| James 55’, 83’ Þrándarson 88’ Björk 90’ | Marcatori | 5’ Gauseth 37’ Olsen Solberg |

#### Girone di ritorno
| Arbitro: | Kjensli (Oslo) |

|                                                 |           |                |
| Abdullahi 4’ Böðvarsson 29’, 43’ Sigurðsson 65’ | Marcatori | 61’ Abdellaoue |

| Arbitro: | Hansen (Feda) |

|            |           |  |
| Ndiaye 63’ | Marcatori |  |

| Arbitro: | Moen (Haugesund) |

|                                 |           |  |
| Þrándarson 53’ Nymo Matland 64’ | Marcatori |  |

| Arbitro: | Lundby (Bøverbru) |

|                       |           |                  |
| Gytkjær 29’, 42’, 88’ | Marcatori | 54’ (rig.) James |

| Arbitro: | Kjensli (Oslo) |

|                            |           |           |
| Bjørdal 25’ Abdellaoue 62’ | Marcatori | 46’ Jradi |

| Arbitro: | Hansen (Feda) |

|                         |           |                  |
| Zajić 10’ Wiig 20’, 54’ | Marcatori | 65’ (rig.) James |

| Arbitro: | Skjerven (Kaupanger) |

|                           |           |  |
| James 12’ Orry Larsen 45’ | Marcatori |  |

| Arbitro: | Moen (Haugesund) |

|                                    |           |                  |
| Lundemo 11’ Kolstad 43’ Friday 47’ | Marcatori | 89’ (rig.) James |

| Arbitro: | Kjensli (Oslo) |

|           |           |                                  |
| James 23’ | Marcatori | 34’, 54’ Diouf 81’ Oldrup Jensen |

| Arbitro: | Døvle (Larvik) |

|              |           |                     |
| Espejord 71’ | Marcatori | 51’ (aut.) Johansen |

| Arbitro: | Hafsås (Trondheim) |

|                               |           |           |
| Abdellaoue 89’ Þrándarson 90’ | Marcatori | 22’ Mendy |

| Arbitro: | Johnsen (Tønsberg) |

|            |           |                                            |
| Asante 74’ | Marcatori | 34’, 79’ Hoseth 51’ Nymo Matland 90’ James |

| Arbitro: | Edvartsen (Hamar) |

|           |           |                             |
| James 39’ | Marcatori | 15’ Høiland 76’ Elyounoussi |

| Arbitro: | Lundby (Bøverbru) |

|           |           |                          |
| Nguen 90’ | Marcatori | 35’ James 90’ Þrándarson |

| Arbitro: | Hobber Nilsen (Oslo) |

|  |           |                   |
|  | Marcatori | 90’ (rig.) Jensen |

### Norgesmesterskapet
| Arbitro: | Kristiansen Toppe |

|        |           |                                            |
| Wie 2’ | Marcatori | 15’ Bjørdal 62’ Abdellaoue 80’ Orry Larsen |

| Arbitro: | Kristiansen Toppe |

|                      |           |                                                       |
| Andersen 13’ Rye 84’ | Marcatori | 18’ Björk 44’ Bjørdal 53’, 64’ James 68’ Nymo Matland |

| Arbitro: | Steen |

|               |           |  |
| Myklebust 37’ | Marcatori |  |

## Statistiche

### Statistiche di squadra
| Competizione       | Punti | In casa | In casa | In casa | In casa | In casa | In casa | In trasferta | In trasferta | In trasferta | In trasferta | In trasferta | In trasferta | Totale | Totale | Totale | Totale | Totale | Totale | DR  |
| Competizione       | Punti | G       | V       | N       | P       | Gf      | Gs      | G            | V            | N            | P            | Gf           | Gs           | G      | V      | N      | P      | Gf     | Gs     | DR  |
| ------------------ | ----- | ------- | ------- | ------- | ------- | ------- | ------- | ------------ | ------------ | ------------ | ------------ | ------------ | ------------ | ------ | ------ | ------ | ------ | ------ | ------ | --- |
| Eliteserien        | 38    | 15      | 7       | 3       | 5       | 22      | 21      | 15           | 4            | 2            | 9            | 20           | 36           | 30     | 11     | 5      | 14     | 42     | 57     | -15 |
| Norgesmesterskapet | -     | 0       | 0       | 0       | 0       | 0       | 0       | 3            | 2            | 0            | 1            | 8            | 4            | 3      | 2      | 0      | 1      | 8      | 4      | +4  |
| Totale             | -     | 15      | 7       | 3       | 5       | 22      | 21      | 18           | 6            | 2            | 10           | 28           | 40           | 33     | 13     | 5      | 15     | 50     | 61     | -11 |

### Statistiche dei giocatori
| Giocatore       | Eliteserien | Eliteserien | Eliteserien | Eliteserien | Norgesmesterskapet | Norgesmesterskapet | Norgesmesterskapet | Norgesmesterskapet | Coppe europee | Coppe europee | Coppe europee | Coppe europee | Altre coppe | Altre coppe | Altre coppe | Altre coppe | Totale   | Totale | Totale      | Totale     |
| Giocatore       | Presenze    | Reti        | Ammonizioni | Espulsioni  | Presenze           | Reti               | Ammonizioni        | Espulsioni         | Presenze      | Reti          | Ammonizioni   | Espulsioni    | Presenze    | Reti        | Ammonizioni | Espulsioni  | Presenze | Reti   | Ammonizioni | Espulsioni |
| --------------- | ----------- | ----------- | ----------- | ----------- | ------------------ | ------------------ | ------------------ | ------------------ | ------------- | ------------- | ------------- | ------------- | ----------- | ----------- | ----------- | ----------- | -------- | ------ | ----------- | ---------- |
| M. Abdellaoue   | 26          | 6           | 1           | 0           | 2                  | 1                  | 0                  | 0                  |               |               |               |               |             |             |             |             | 28       | 7      | 1           | 0          |
| I. Ahmadzai     | 0           | 0           | 0           | 0           | 0                  | 0                  | 0                  | 0                  |               |               |               |               |             |             |             |             | 0        | 0      | 0           | 0          |
| S. Andreassen   | 0           | 0           | 0           | 0           | 0                  | 0                  | 0                  | 0                  |               |               |               |               |             |             |             |             | 0        | 0      | 0           | 0          |
| M. Barrantes    | 12          | 3           | 3           | 0           | 2                  | 0                  | 1                  | 0                  |               |               |               |               |             |             |             |             | 14       | 3      | 4           | 0          |
| J. Barstad      | 0           | 0           | 0           | 0           | 0                  | 0                  | 0                  | 0                  |               |               |               |               |             |             |             |             | 0        | 0      | 0           | 0          |
| H. Bjørdal      | 30          | 1           | 2           | 0           | 3                  | 1                  | 0                  | 0                  |               |               |               |               |             |             |             |             | 33       | 2      | 2           | 0          |
| C. Björk        | 14          | 2           | 0           | 0           | 2                  | 1                  | 0                  | 0                  |               |               |               |               |             |             |             |             | 16       | 3      | 0           | 0          |
| F. Carlsen      | 4           | 0           | 0           | 0           | 0                  | 0                  | 0                  | 0                  |               |               |               |               |             |             |             |             | 4        | 0      | 0           | 0          |
| E. Dahlberg     | 1           | 0           | 0           | 0           | 0                  | 0                  | 0                  | 0                  |               |               |               |               |             |             |             |             | 1        | 0      | 0           | 0          |
| M. Dyrestam     | 27          | 0           | 1           | 0           | 1                  | 0                  | 0                  | 0                  |               |               |               |               |             |             |             |             | 28       | 0      | 1           | 0          |
| R. Ekroll       | 0           | -0          | 0           | 0           | 0                  | -0                 | 0                  | 0                  |               |               |               |               |             |             |             |             | 0        | 0      | 0           | 0          |
| S. Fet          | 3           | 0           | 0           | 0           | 0                  | 0                  | 0                  | 0                  |               |               |               |               |             |             |             |             | 3        | 0      | 0           | 0          |
| D. Grétarsson   | 8           | 0           | 0           | 0           | 2                  | 0                  | 1                  | 0                  |               |               |               |               |             |             |             |             | 10       | 0      | 1           | 0          |
| S. Grytebust    | 27          | -51         | 0           | 0           | 0                  | -0                 | 0                  | 0                  |               |               |               |               |             |             |             |             | 27       | -51    | 0           | 0          |
| T. Grytten      | 9           | 0           | 0           | 0           | 1                  | 0                  | 0                  | 0                  |               |               |               |               |             |             |             |             | 10       | 0      | 0           | 0          |
| J. Hatlehol     | 0           | 0           | 0           | 0           | 0                  | 0                  | 0                  | 0                  |               |               |               |               |             |             |             |             | 0        | 0      | 0           | 0          |
| V. Hoff         | 25          | 0           | 2           | 0           | 1                  | 0                  | 0                  | 0                  |               |               |               |               |             |             |             |             | 26       | 0      | 2           | 0          |
| M. Hoseth       | 10          | 2           | 1           | 0           | -                  | -                  | -                  | -                  |               |               |               |               |             |             |             |             | 10       | 2      | 1           | 0          |
| L. James        | 29          | 13          | 2           | 0           | 3                  | 2                  | 0                  | 0                  |               |               |               |               |             |             |             |             | 32       | 15     | 2           | 0          |
| A. Latifu       | 29          | 1           | 3           | 0           | 3                  | 0                  | 0                  | 0                  |               |               |               |               |             |             |             |             | 32       | 1      | 3           | 0          |
| A. Lie          | 3           | -5          | 0           | 0           | 3                  | -4                 | 1                  | 0                  |               |               |               |               |             |             |             |             | 6        | -9     | 1           | 0          |
| O. Lie          | 21          | 0           | 3           | 0           | 3                  | 0                  | 1                  | 0                  |               |               |               |               |             |             |             |             | 24       | 0      | 4           | 0          |
| T. Mäntylä      | 16          | 0           | 3           | 0           | 2                  | 0                  | 0                  | 0                  |               |               |               |               |             |             |             |             | 18       | 0      | 3           | 0          |
| Marlinho        | 4           | 0           | 0           | 0           | -                  | -                  | -                  | -                  |               |               |               |               |             |             |             |             | 4        | 0      | 0           | 0          |
| T. Martinussen  | 5           | 0           | 0           | 0           | 2                  | 0                  | 0                  | 0                  |               |               |               |               |             |             |             |             | 7        | 0      | 0           | 0          |
| S. Mattila      | 12          | 2           | 3           | 0           | 3                  | 0                  | 1                  | 0                  |               |               |               |               |             |             |             |             | 15       | 2      | 4           | 0          |
| J. Nymo Matland | 21          | 2           | 2           | 0           | 1                  | 1                  | 0                  | 0                  |               |               |               |               |             |             |             |             | 22       | 3      | 2           | 0          |
| P. Orry Larsen  | 25          | 4           | 3           | 0           | 2                  | 1                  | 1                  | 0                  |               |               |               |               |             |             |             |             | 27       | 5      | 4           | 0          |
| B. Riise        | 13          | 0           | 3           | 0           | -                  | -                  | -                  | -                  |               |               |               |               |             |             |             |             | 13       | 0      | 3           | 0          |
| H. Sandvik      | 1           | -1          | 0           | 0           | 0                  | -0                 | 0                  | 0                  |               |               |               |               |             |             |             |             | 1        | -1     | 0           | 0          |
| E. Skagestad    | 23          | 0           | 3           | 0           | 2                  | 0                  | 1                  | 0                  |               |               |               |               |             |             |             |             | 25       | 0      | 4           | 0          |
| S. Sødergren    | 0           | -0          | 0           | 0           | 0                  | -0                 | 0                  | 0                  |               |               |               |               |             |             |             |             | 0        | 0      | 0           | 0          |
| A. Þrándarson   | 18          | 5           | 3           | 0           | 1                  | 0                  | 0                  | 0                  |               |               |               |               |             |             |             |             | 19       | 5      | 3           | 0          |
| L. Valderhaug   | 0           | 0           | 0           | 0           | 0                  | 0                  | 0                  | 0                  |               |               |               |               |             |             |             |             | 0        | 0      | 0           | 0          |